# 白井裕之
白井 裕之（しらい ひろゆき、1977年7月10日 - ）は、愛知県名古屋市出身のサッカー指導者、ゲーム・ビデオ分析アナリスト。オランダサッカー協会指導者ライセンスTrainer/coach 3,2(UEFA C,B)ライセンス、JFA 公認S級コーチを保有している。

## 来歴
愛知県の出身。18歳から指導者を始める。24歳でオランダに渡り複数のアマチュアクラブで監督を経験。2011/2012シーズンから、AFCアヤックスのアマチュアチームにアシスタントコーチ、ゲーム・ビデオ分析担当者として入団。2013/2014シーズンからアヤックス育成アカデミーのユース年代専属アナリストを務めた。現在は同クラブのワールドコーチングスタッフとして海外選手のスカウティングを担当している。
2016年10月からはオランダ代表U-13、U-14、U-15の専属アナリストも務めた。2018年10月、サガン鳥栖のコーチに就任。
2022年1月、FC東京のインディビデュアルコーチに就任。
2023年6月、FC琉球のトップチームコーチ、ならびにフットボールコーディネーターに就任。9月には、辞任した喜名哲裕に代わり、監督として暫定的に指揮を執った。

## 指導歴
- 1996年 - 2002年  千種FC U15 コーチ・監督
- 1999年 - 2002年  名古屋市トレセン・愛知トレセン U12/U15スタッフ
- 2005年 - 2007年  SC ArgonU15 セカンドチーム監督
- 2007年 - 2010年  LegmeervogelsU17 監督
- 2010年 - 2011年  JOS WatergraafsmeerU19 監督
- 2011年 - 2015年  アヤックス・アムステルダム
  - 2011年 - 2013年 アマチュア部門　コーチ兼分析アナリスト
  - 2013年 - 2015年 アカデミーユース部門 専任分析アナリスト
- 2014年 - 2016年  RKAVIC　アカデミーダイレクター
- 2015年 - 2018年  アヤックス・アムステルダム ワールドコーチングアカデミー部門日本担当
- 2016年 - 2018年 U13、U14、U15オランダ代表 テクニカルスタッフ
- 2018年 - 2021年  サガン鳥栖
  - 2018年 トップチームコーチ
  - 2019年 強化部スタッフ
  - 2020年 - 2021年 アカデミー ヘッド・オブ・コーチ
- 2022年 - 2023年6月  FC東京
  - 2022年 トップチーム インディビデュアルコーチ
  - 2023年 - 同年6月 ユースカテゴリー コーチ
- 2023年6月 -  FC琉球
  - 2023年6月 - 2024年 トップチームコーチ兼フットボールコーディネーター
    - 2023年9月 トップチーム 暫定監督

  - 2025年 - アカデミーコーチ

## 関連作品
DVD
- 『ザ・サッカーアナリティクス-欧州の育成大国に学ぶ「勝つため」のゲーム分析メソッド』株式会社イースリー、2016年3月22日。

書籍
- 白井裕之 (7月25日). 怒鳴るだけのざんねんコーチにならないためのオランダ式ゲーム分析. ソル・メディア. ISBN 9784905349341

参加
- 大塚一樹『一流プロ5人が特別に教えてくれたサッカー鑑識力』ソル・メディア、2016年。ISBN 9784905349273。